# Abu Abdalláh al-Idríszi

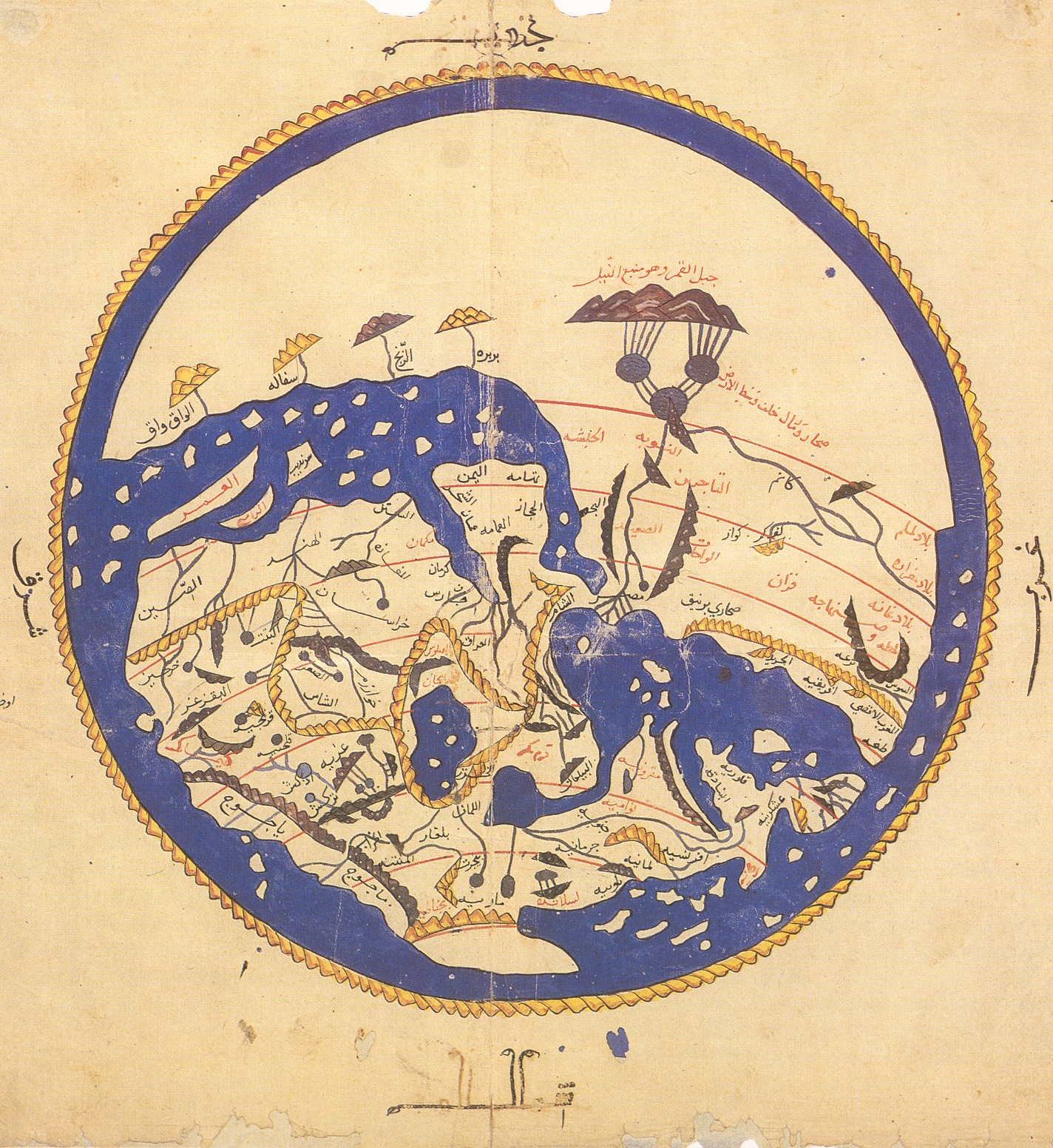
Idríszí világtérképe 1154-ből. A déli irány a térkép tetején van.

Abu Abdalláh Muhammad ibn Muhammad al-Idríszi (arab betűkkel أبو عبد الله محمد بن محمد الإدريسي – Abū ʿAbdallāh Muḥammad ibn Muḥammad al-Idrīsī; 1100 – 1165 vagy 1166) arab térképész, földrajztudós és utazó volt, aki Szicíliában élt, II. Roger normann király udvarában. Szabtában született, majd az Almohád Birodalomban élt és Szicíliában vagy szülővárosában halt meg. Idríszi Mohamed próféta egyenes ági leszármazottja, a Fez városát alapító és uraló Idríszida-dinasztia sarja volt.
Fiatalon került a korabeli tudományos élet egyik központjába, Córdoba városába, innen indult észak-afrikai és kis-ázsiai utazásokra, melyeket azután is folytatott, hogy a szicíliai normann király, II. Roger szolgálatába állt.
1154-ben készítette el a Tabula Rogeriana néven ismert ezüst mappa mundi (világtérkép) magyarázata gyanánt fő művét, melynek címe A vágyakozónak gyönyörködtetése – A világtájak átszelése (arabul Nuzhat al-musták fi l-ihtirák al-áfák), de inkább egyszerűen Kitáb Rúdzsárként (Roger Könyve) ismerték.
Munkáját a térképpel századokig használták a közlekedéshez Európában, több nyelvre lefordították. Kolumbusz Kristóf is olyan világtérképeket használt, amelyeket eredetileg Idríszi munkája alapján készítettek. 1161-ben a térképnek készült egy második, kiterjesztett változata, Az Emberiesség Kertjei és a Lélek Szórakoztatása címen, de ennek minden másolata elveszett. Egy rövidített változata, az Örömök Kertje – gyakran hivatkoznak rá Kis Idríszi néven – 1192-ben jelent meg.
A könyv nem tökéletes történelmi forrás, mivel Idríszi (ahogy szokás volt akkor és még századokig) más forrásokat használt fel a megírásakor. Például mikor Lengyelországról írt, összetévesztette a területet a mai Csehországéval, mert azt írta, hogy „egy ország hegyekkel körülvéve”. Az általa személyesen bejárt területekről azonban kulturális érdeklődésének köszönhetően műve ma is kiváló néprajzi és kultúrtörténeti forrás.
A kor akkor ismert világföldrajzát égövekre osztva tárgyalja, mindegyikhez térképet is mellékelve. A műnek hat kéziratos másolata is fennmaradt, rövidített változata már 1592-ben megjelent Itáliában, olasz fordítása pedig 1600-ban.

## Magyarul
- Bendeffy László: Szallam tolmács küldetése Nagy Sándor falához (Góg és Magóg fala). Szemelvények Ibn Kordadhbeh és Edriszi műveiből; Szentföldi Ferencrendi Zárda Ny., Bp., 1941 (A magyar őstörténet kútfői)